# 美少年プロレス
美少年プロレス（びしょうねんプロレス）は、日本のプロレスプロモーション。運営は先駆舎と全栄企画。

## 概要
舞台を運営する先駆舎と全栄企画によるプロレスイベントで「大富豪『平家』の病弱な御曹司『平翔』が夢であったプロレスラーになるために作った団体」というストーリーで展開されて、アイドルとして握手会等の親睦イベントを通じて彼らの成長を見守るという趣旨のエンターテイメント路線の極北と言える。同じ先駆舎主催のプロレス、演劇、音楽を融合したプロレスイベント「魔界錬闘会」との隔月開催であった。
「せんぱい」と称するプロレスラーは参戦するものの基本的にはコメディーであり、総合プロデューサーの丸山敦が覆面レスラー「平日マスク」として大阪プロレスで行っていた世界観の発展系ともいえる。
「大きい団体と試合をすると勝てないのは大きい団体にはスナイパーがいるから」など、プロレスの理不尽な点を理不尽な設定で解釈してスナイパーを雇ったが誤射を連発して最終的にレフェリーの吉野恵悟が打たれるなど、奇想天外な展開でネットメディアには「ツッコミどころしかない」と称された。

## 歴史
2014年5月12日、旗揚げ記者会見が行われたがゼネラルマネージャーの平翔が会見中に薬を飲んだり、旗揚げ戦に登場する練習生も「自他ともに認める美少年」とは疑問に思うルックスにプロレスラーとしても不安の残る体格と「親の借金返済」等現実的なものから「悪を倒す」、「ヒマつぶし」と言った中二病めいたものまで十人十色すぎる志望動機で入団した面々にネットの反響は「テニスの王子様のミュージカルを彷彿させる」、「プロレスとして見ていいのか」、「ツッコミがいのある路線の珍アングル団体なのか」という声が飛び交った。6月13日、新木場1stRINGで旗揚げ戦を開催。旗揚げ以降は下品な言葉が飛び交うスキットに平家グループの総帥（平翔の父親）が怒り「品格を損なう発言は慎むように」と忠告したが全く改善されずキャスト全員を解雇して、12月12日に平家の屋敷で解散記者会見を行って「翔は病気の手術により渡米してマリコ・イグレシアスなる女性と婚約」という形で全5回で解散。
2015年3月1日、西調布格闘技アリーナで「婚約パーティー」という名の興行を開催。

## キャスト

### ゼネラルマネージャー
- 平翔（演者：薊諒）

### 執事
- 神楽坂ひとし（演者：古川九一）

### 教官
- バッファロー
- 丸山敦
- The Bodyguard

### せんぱい
- 菅沼修
- 藤田峰雄
- 円華
- SUSUMU
- ヘラクレス千賀
- ツトム・オースギ
- 佐藤悠己
- HAYATA
- ヒロ・トウナイ
- 中島洋平
- 三富政行
- 野村龍之介
- よしえつねお

### 練習生
- 神谷光
- 滝勇人
- 若浜光一
- 三上翔平
- 永田翔士
- 小林昭宏
- 住野文哉
- 濱野将徳
- 桑畑智伺
- 校篠拳太朗

### レフェリー
- 吉野恵悟

### リングアナウンサー
- にいみ啓介

### その他
- マリコ・イグレシアス（演者：原田麻里子）
- ゴルゴ15（演者：小林昭宏）
- 平得子（演者：木戸美歩）
- 志田光一（演者：志田光）